# Marco Negri
Marco Negri, né le 27 octobre 1970 à Milan, est un footballeur  professionnel italien. Il évoluait au poste d'avant centre dans différents clubs italiens et dans le club écossais des Glasgow Rangers.

## Sa carrière
Quand le manager des Rangers Walter Smith recrute Marco Negri alors au club de Perugia pour la somme de 3,5 millions de Livres sterling en 1997, c’est un succès immédiat : Negri marque 23 buts pour ses dix premiers matchs en championnat. Ses célébrations discrètes des buts marqués font sensation en Écosse. Cette saison-là, il domine facilement le classement des meilleurs buteurs du championnat écossais marquant un total de 32 buts. Sa course en avant dans le classement s’interrompt à cause d’une blessure à un œil arrivée au cours d’un match de squash.
Après cette première saison victorieuse, Negri ne joue que trois matchs en équipe première. Le club de Glasgow le prête à Vicence. À la fin de la saison il retourne blessé à Ibrox Park. Finalement il est vendu à Bologne en février 2001.
Son passage à Bologne est un fiasco. Il ne joue que trois matchs. Il passe ensuite en série B où il joue pour Livourne.

## Palmarès
- Championnat de Serie B : 1999-2000 (avec Vicence).
- Meilleur buteur du championnat d’Écosse : 1997-1998 (avec les Glasgow Rangers).